# Толочин (станция)
Толо́чин (бел. Талачын) — железнодорожная станция Минского отделения Белорусской железной дороги на линии Минск — Орша. Расположена в одноимённом городе, который является административным центром Толочинского района Витебской области, между остановочными пунктами Выдерщина и Красная Горка.

## История
Строительство станции началось в конце 1860-х годов, введение в эксплуатацию состоялось вместе с железнодорожным участком Смоленск — Брест Московско-Брестской железной дороги (с 1912 года — Александровской) в ноябре 1871 года. В 1877—1879 годах на железнодорожной линии появились вторые пути. 1 июля 1896 года Московско-Брестская железная дорога, включая железнодорожную станцию были выкуплены государством. При строительстве, железная дорога прошла в трёх километрах южнее Толочина и располагалась в отдалении от города. В середине 1930-х годов вокруг станции возник пристанционный посёлок, который впоследствии был включён в городскую черту.
В 1936—1953 годах станция являлась частью Оршанского отделения Западной железной дороги, затем в составе Калининской железной дороги, в 1957 году станция передана в введение Белорусской железной дороги. В 1981 году станция была электрифицирована переменным током (~25 кВ) в составе участка Борисов — Орша-Центральная.

## Инфраструктура

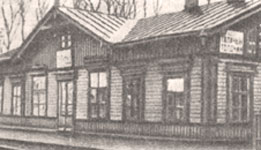
Здание толочинского вокзала (1930-е)

Толочин — железнодорожная станция 3-го класса. Ежедневно в среднем через нее проходят 38 пар грузовых поездов и столько же пассажирских, совершают остановку — 16 пар поездов региональных линий эконом- и бизнес-класса. Через станцию проходят восемь путей, включая три тупиковых. Имеются множество ответвлений, ведущие к промзонам ОАО «Толочинский райагросервис», ОАО «Толочинский райагросервис», филиалу ДСУ № 64 — ОАО «СМТ № 8». Основным грузом, проходящим через станцию является металл и металлопродукция, лесные грузы, стройматериалы, комбикорм и зерновые грузы. На железнодорожной станции осуществляются приём и выдача грузов, допускаемых к хранению на открытых площадках (§ 1), на железнодорожных путях необщего пользования (§ 3) и в крытых складах станции (§ 4). Для обслуживания грузов имеются два крытых склада с высокими платформами (путь № 56, 76) с фронтом погрузки-выгрузки в три вагона.
Для обслуживания пассажиров (посадки-высадки) имеются две платформы прямой формы, имеющие длину по 270 метров каждая, платформа в сторону Минска — береговая, вторая платформа — островная. Пересечение железнодорожных путей осуществляется по двум наземным пешеходным переходам, оснащёнными предупреждающими плакатами. Здание пассажирского вокзала с залом ожидания и билетной кассой (касса № 1 работает круглосуточно, касса № 2 — с 8 до 20 часов) расположено на платформе в направлении Минска.

## Пассажирское движение
На станцию ежедневно совершают остановку электропоезда региональных линий эконом-класса (пригородные электрички), бизнес-класса, а также поезда дальнего следования, представленные межрегиональными и международными линиями. До станции Орша-Центральная ежедневно отправляются 5 рейсов, до железнодорожных станций города Минска отправляются столько же поездов в день. Поезда дальнего следования следуют до областных центров Белоруссии и в некоторые российские города.
| Вид перевозок   | Пункт назначения                    |
| --------------- | ----------------------------------- |
| Региональные    | Минск, Орша                         |
| Межрегиональные | Брест, Витебск, Гродно, Минск, Орша |
| Международные   | Москва, Мурманск, Санкт-Петербург   |

На выходах с платформ расположено разворотное кольцо и остановка общественного транспорта, с которой отправляются пригородные автобусы 216 маршрута, следующие до автостанции Толочин, расположенной в центре города и до автостанции города Круглое в Могилёвской области. Автобус совершает от четырёх до шести рейсов в сутки ежедневно.